# مارتین کوتولک
مارتین کوتولک (چکی: Martin Kotůlek؛ زادهٔ ۱۱ سپتامبر ۱۹۶۹) بازیکن سابق و مربی فوتبال اهل جمهوری چک است.
از باشگاه‌هایی که در آن بازی کرده‌است می‌توان به باشگاه فوتبال زبرویوفکا برنو و باشگاه فوتبال سیگما اولوموتس اشاره کرد.
وی همچنین در تیم‌های ملی فوتبال چکسلواکی و جمهوری چک بازی کرده‌است.